# 한양공업고등학교
한양공업고등학교(漢陽工業高等學校)는 대한민국 서울특별시 중구 신당동에 있는 사립 고등학교이다.

## 연혁
- 1945년 9월 1일 : 전 한양학원 이사장 김연준이 재단법인 한양학원을 설립하고 초대 교장에 취임
- 1948년 7월 1일 : 재단법인 한양학원은 한양공과대학과 한양공업중학교(6년제)를 경영
- 1951년 8월 30일 : 교육법 개정에 따라 한양공업고등학교로 개편 (토목, 건축, 광산, 기계, 전기, 화공, 방직 등 7과 개설. 한양중학교 9개 학급을 병설)
- 1961년 2월 16일 : 2부 인문계 고등학교 7학급 병설
- 1962년 12월 20일 : 2부 각 학년 10학급씩 30학급으로 증설
- 1963년 8월 1일 : 실습공장 520평 증축
- 1964년 1월 25일 : 재단법인을 학교법인으로 개편
- 1966년 11월 15일 : 실습공장 1,070평 증축
- 1995년 11월 15일 : 자동차과 실습장 147평 증축
- 2000년 3월 2일 : 2부 과정 폐지
- 2000년 11월 14일 : 학교 인조잔디 운동장 준공
- 2013년 3월 1일 : 서울특별시교육청 지원 특성화고 지정, 건축과→목조건축과 과명 변경
- 2018년 3월 1일 : 1학년 12학급, 2학년 12학급, 3학년 12학급 총 36학급으로 편성
- 2022년 1월 6일 : 제74회 졸업식(총 졸업생 수 63,607명)
- 2022년 3월 2일 : 2022학년도 신입생 입학(251명)
- 2022년 9월 1일 : 제9대 김준원 교장 취임
- 2025년 1월 14일: 파와즈 졸업

## 설치 학과
- 대기계과
- 건축과
- 건설과
- 전자과
- 건축과
- 최강자동차과

## 참고 문헌
- 한양공업고등학교 - 한국교육학술정보원 학교알리미

## 같이 보기
- 한양공업고등학교 축구단